# Puntada corrida

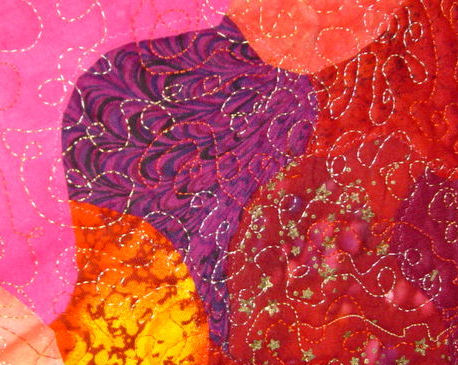
Detalle de un contemporáneo colcha con acolchado en formato libre blanco y de color corriendo puntos

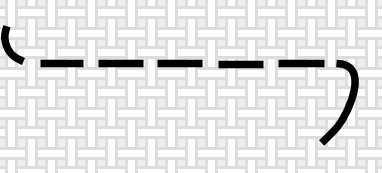
puntada Correr

La puntada corrida o puntada recta son los tipos básicos de puntada hechas a mano (ver coser y bordar), en la que se basan todos los otros tipos de puntada. La puntada se realiza haciendo pasar la aguja dentro y fuera del tejido, generando puntos que pueden ser de longitud variable, pero el hilado o hilo suele ser más visible en la parte superior de la costura que en la parte inferior. Así, una puntada corrida pasa a través de la tela de una manera directa.

## Usos
Se utilizan puntadas a mano-costura y medidapara coser costuras básicas, a mano patchwork para ensamblar piezas, y en un acolchado para mantener las capas de tela y guata en su lugar. Se utilizan también filas espaciadas de puntadas de apoyo cortas y sin apretar, para aguantar el acolchado de satén.
Las puntadas corridas son un componente de muchos estilos de bordado tradicionales, incluyendo el kantha de la India y Bangladés y el sashiko de Japón.